# 間部詮邦
間部 詮邦（まなべ あきくに）は、江戸時代後期の旗本。本所間部家当主・間部方元の長男。
天明3年（1783年）、間部方元の長男として生まれる。寛政12年（1800年）11月、本所間部家の家督を継ぎ小普請入りした。享和元年（1801年）5月14日、西丸小姓組番士になる。文化2年8月29日、鉄四郎と名乗り（文化11年（1814年）4月27日には主水に改名している）、文化10年（1813年）12月12日、小納戸に異動し、同年12月16日に布衣の着用を許された。その後、文化12年（1815年）5月24日に小姓となり、同年12月16日、主殿頭を叙任した。文政6年（1823年）1月11日に使番、文政12年（1829年）6月4日に大坂目付代になる。天保4年（1833年）8月16日、病気を理由に辞職。天保8年（1837年）11月16日、隠居し、翌年7月11日に剃髪し覚翁と名乗った。弘化2年（1845年）11月、死去。享年63。家督は長男の詮昌が継いだ。